# Hamvasztás

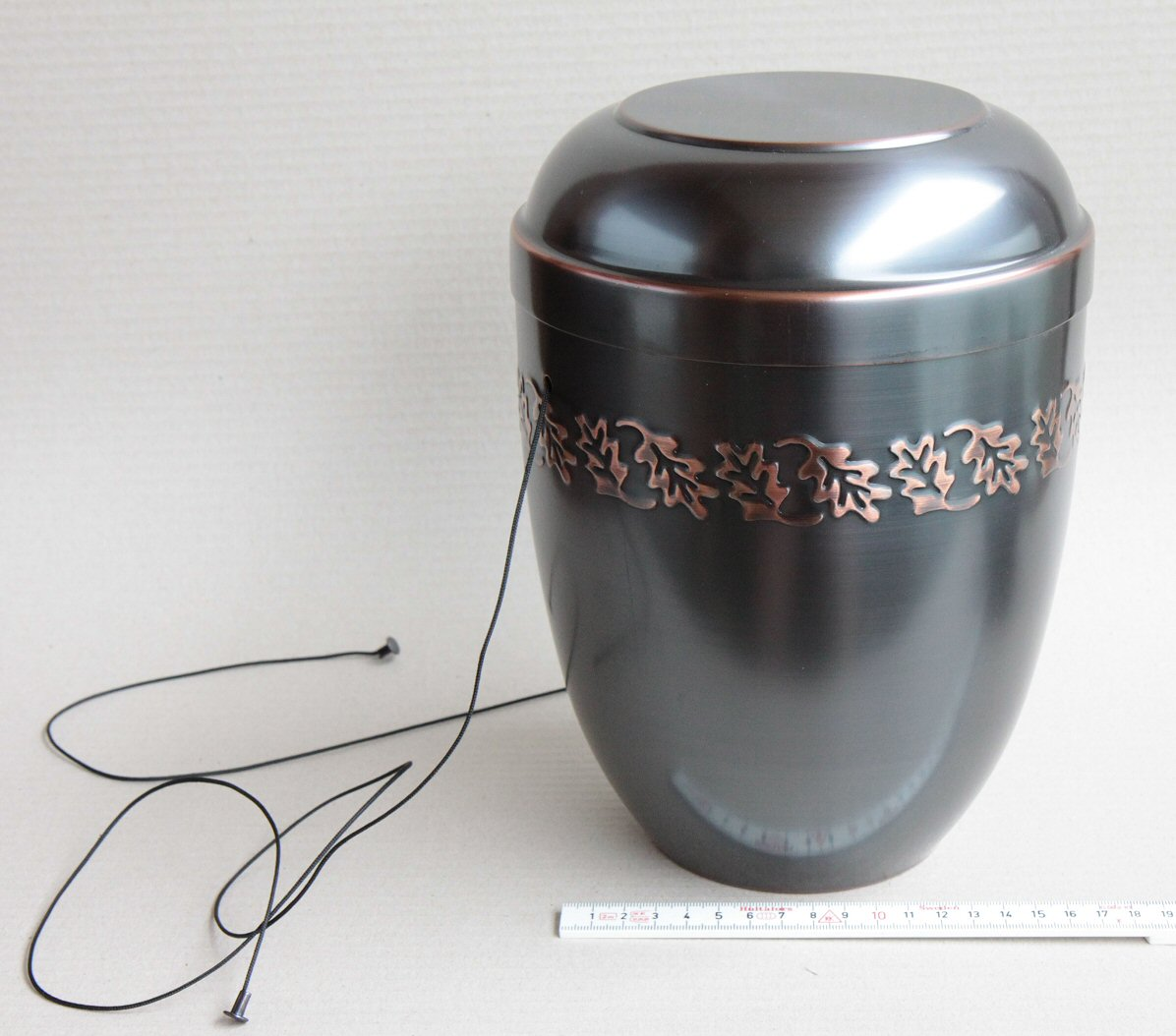
A hamvasztást követően a hamvakat urnába helyezik

A hamvasztás (halott- vagy hullaégetés, latin szóval crematio), a holttest megfelelő eljárással való megsemmisítése, amelynek során egy-két óra alatt egyszerű ásványi részeire bomlik; ellenben a földbe való temetéssel a test lebomlási folyamata (rothadás, korhadás útján) számos évig eltart.
Egy felnőtt ember testét 750-900 °C-on szokták elhamvasztani, gyermekét 900 fokon a még magasabb víztartalom miatt. Először a haj semmisül meg, majd fokozatosan a lágy részek, végül a csontok. Gyakori azonban, hogy a nagyobb csöves csontok nem égnek el, azokat ledarálják. Kövér egyének égetésekor vigyázni kell, mert a szétolvadó zsír gyúlékonnyá válik ekkora hőmérsékleten és gyakran okozott ez már krematóriumi baleseteket. A holttestben lévő bélgázokat egy hegyes végű fémcsővel távolítják el a robbanásveszély elháritása végett.[forrás?] A megfigyelések szerint a szív hamvad el utoljára.
Mára Magyarországon, sok nyugati országhoz hasonlóan, a hamvasztás népszerűbb lett a koporsós temetésnél: az országos átlag körülbelül 60%, míg Budapesten az arány 70-90% között van.

## Története
A hamvasztás érdekében a 19. század utolsó évtizedeiben egy irodalmi, mint egyesületi térre kiható eleven mozgalom indult. A hamvasztás régi ötlet, több ezer éves múlttal. India buddhista vallású népessége halottait elégeti. Az ókori műveltség hordozói, a rómaiak és görögök körében általános szokás volt a halottak elhamvasztása, s a hamvaknak többé-kevésbé díszes urnákba való helyezése. E hamvakat kedves emlék gyanánt kegyelettel őrizték. 

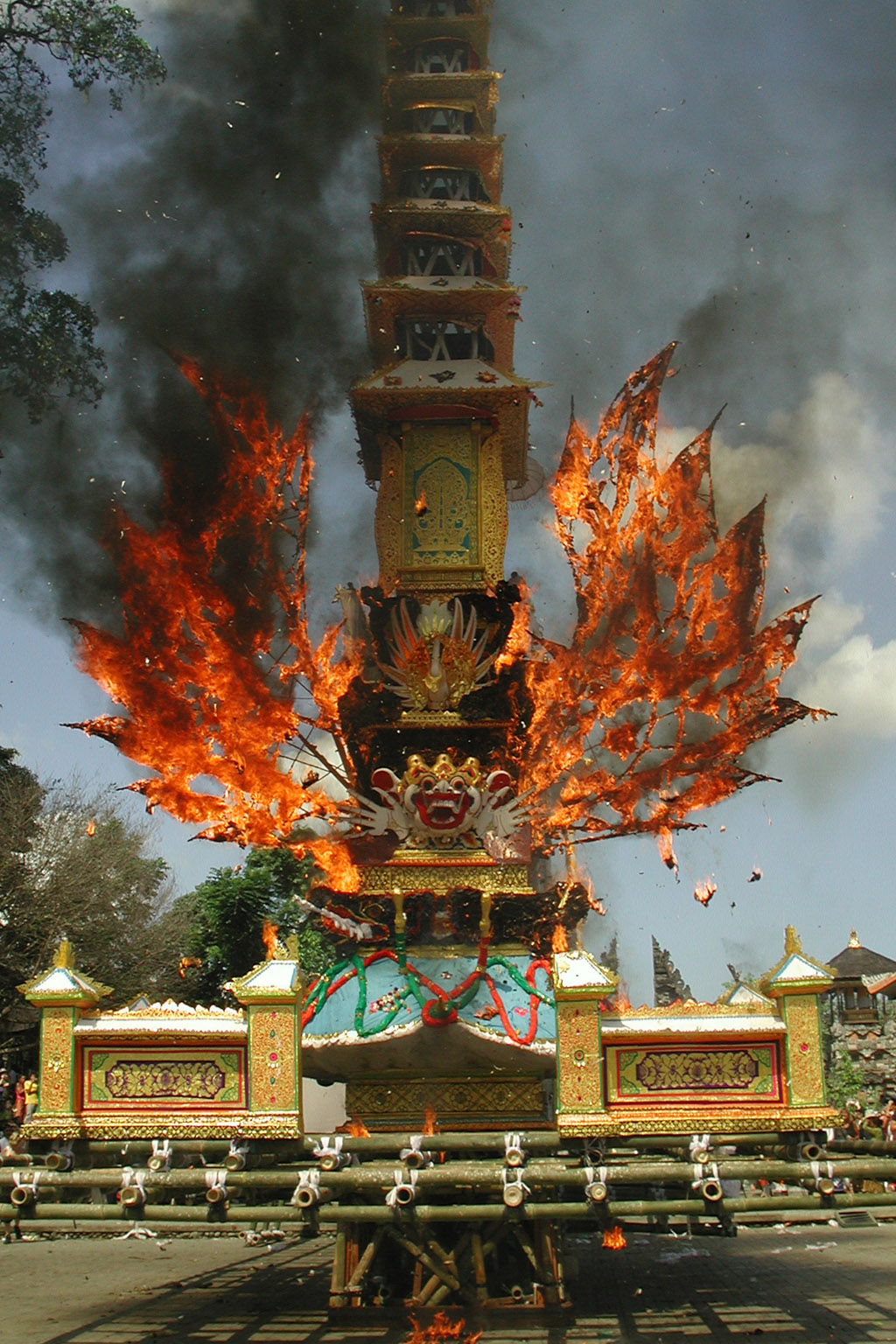
Ubud, Bali

A hamvasztásra irányuló újabb mozgalom a történeti motívumon kívül azt a körülményt is számba veszi, hogy a fertőző betegségekben elhunyt egyén halála folytán a fertőző anyag nem semmisült meg, hanem esetleg még később is veszélyezteti az élőket. Újabb vizsgálatok azonban azt mutatják, hogy a megfelelő eljárás mellett elföldelt holttest részéről ártalom nem fenyegeti az élőket, tehát a temetőket illető egészségügyi aggodalomnak alig van jogosultsága. Fontos azonban a gazdasági szempont, nevezetesen az, amellyel különösen a nagyvárosok küzdenek, hogy közelükben megfelelő terjedelmű, temetőnek alkalmas területeket kell megszerezniük. Nem lehet lebecsülni azt a gazdasági szempontot sem, amely a nagyobb városoktól többnyire távolabb eső temetőkbe történő halottszállítás és sírlátogatás révén a hozzátartozókat terheli. Tagadhatatlan az is, hogy ütközet után, vagy valamely helység ostroma alatt, vagy pusztító járvány idején a nagyszámú halott eltemetése alig leküzdhető nehézséget, sok esetben súlyos egészségügyi zavarokat okoz. 

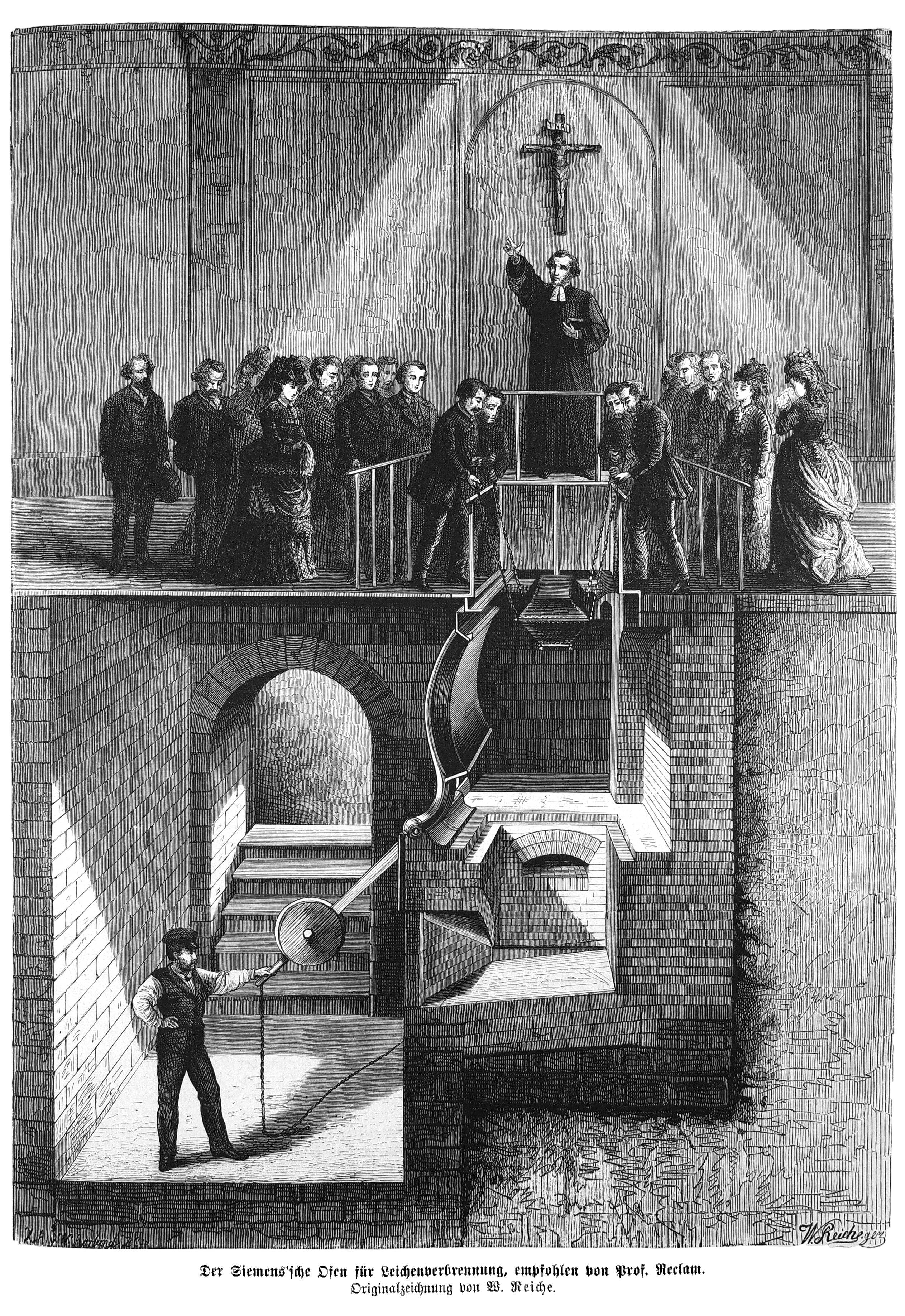
Hamvasztókemence Németországban a 19. században

A hamvasztás mellett felhozott, figyelemre méltó okokkal szembe állítják az igazságszolgáltatás érdekeit, melyek méreg stb. által okozott halál eseteiben, hamvasztás esetén csorbát szenvednének. Esetleges bűnök így felderítetlenül maradnának, ami a közbiztonságra veszélyt jelentene. Ez az aggodalom azonban pontos, lelkiismeretes halottvizsgálat mellett indokolatlan. Némelyek a vallás szempontjait is emlegetik, amelyekkel a földbe temetés – állítólag – inkább megegyeznék. Ezzel szemben azonban méltán lehet hivatkozni arra, hogy a hamvasztás hívei, szószólói között papok is vannak, sőt a római katolikus egyház sem ellenzi már. A nézetek ilyen hullámzása mellett nem csoda, hogy a különböző államok törvényhozása a hamvasztással szemben sokáig tartózkodó volt, így a 19. században csak kevéssé terjedt el.
A németországi Gothában 1878-ban történt az első halotthamvasztás. Ezen kívül csak Frankfurt am Main (Offenbach), Hamburg és Heidelberg városokban voltak csak a század végén halotthamvasztó kemencék, 1892–93-ban összesen 50 halotthamvasztás történt; Gothában egy halott elhamvasztása 250-300 (akkori) forintba került. Franciaországban Párizsban, a Père-Lachaise temetőben állítottak még fel hamvasztót 1889-ben, az első évtizedben ott azonban főképpen a bonctermekből kikerülő testrészek stb. elégetését végezték. Hamvasztás családok részéről érkezett kérelemre 1893-ban összesen 189 alkalommal történt. A 19. század végén Angliában (Wokingben és Manchesterben), Svájcban kettő (Zürichben), az Egyesült Államokban 18, Dániában (Koppenhágában) egy, Svédországban (Stockholmban és Göteborgban) kettő, Olaszországban pedig 23 krematórium létezett. A hamvasztás terjedését a fentebb említetteken kívül egy ideig az is gátolta, hogy az alkalmazott kemencék tökéletlenek voltak. Azonban amióta azokat a Siemens regeneratív tüzelőszerkezettel látta el, a halottak elhamvasztása gyorsan (körülbelül két óra alatt) s tökéletesen történik. Ezzel párhuzamosan a modern társadalmakban is egyre elfogadottabbá vált a hamvasztás gyakorlata